# Ляшенко Микола Григорович
Ляше́нко Мико́ла Григо́рович (*26 листопада (8 грудня) 1848 — †21 лютого (6 березня) 1905) — офіцер Російської імператорської армії XIX ст., полковник 18-го піхотного Вологодського полку.

## Життєпис
Походив з дворян Чернігівської губернії, народився 26 листопада (8 грудня) 1848 р.
Закінчив Петровський Полтавський кадетський корпус, починав службу у 20-ому Галицькому полку, згодом був переведений до 18-го піхотного Вологодського полку (перебуваючи у званні підпоручника).
Брав участь у Російсько-турецькій війні 1877–1878 рр., а саме — у боях під Нікополем і Плевною. Відзначився як герой під час бою біля Плевни 31 серпня 1877 р., будучи у званні штабс-капітана і перебуваючи на посаді полкового ад'ютанта.
Помер 21 лютого (6 березня) 1905 р. від набряку легень, похований на Петропавлівському кладовищі м. Чернігів.

## Родина
- батько — поручик Григорій Васильович
- брати — Дмитро і Петро
- донька — Лідія